# Helmin Wiels
Helmin Magno Wiels (Westpunt, 9 december 1958 – Willemstad, 5 mei 2013) was een Curaçaos politicus. Hij was de leider van de onafhankelijkheidspartij Pueblo Soberano (PS) en was namens deze partij Statenlid op Curaçao. 

## Levensloop
Wiels kwam uit een politiefamilie en groeide op in Steenrijk, Willemstad. Hij werkte lange tijd als maatschappelijk werker voor hij in 2003 de politiek in ging namens de partij Lista Niun Paso Atras. Daarna richtte hij zijn eigen partij Aliansa Sivil op. Deze had ten doel door middel van een televisieprogramma op Kanal 24 en een radioprogramma op Hit FM een groter deel van de Curaçaose bevolking te bereiken en hen te informeren over wat hij beschouwde als mismanagement door de aan de macht zijnde PAR-regering. Hierbij ging het vooral om corruptiepraktijken en malversaties binnen de overheids-nv's. Negen jaar lang had Wiels een dagelijks actualiteitenprogramma op de radio. In 2005 ontstond uit Aliansa Sivil de partij Pueblo Soberano met Harold Willems en Wiels als oprichters. Wiels was sinds de oprichting ook de lijsttrekker van deze partij.
Hij was in december 2008 een van de initiators van een protestactie in Willemstad tegen de vermeend ongelijke behandeling van Antillianen. Op hetzelfde moment vond in het World Trade Center in Willemstad een rondetafelconferentie over de Nederlandse Antillen plaats. De deelnemers aan de demonstratie droegen Jodensterren. Wiels zei op dat idee te zijn gekomen door een uitspraak van Job Cohen, die naar de Jodenster had verwezen naar aanleiding van kabinetsplannen inzake de aanpak van jeugdige Antilliaanse criminelen in Nederland. Wiels werd tijdens de demonstratie gearresteerd, volgens de politiecommissaris onder meer omdat hij geen gehoor zou hebben gegeven aan de instructies van de politie. De PS diende enkele dagen later een klacht in bij de ombudsman over het politiegeweld dat hij zou hebben moeten ondergaan.
Hij was een voorstander van Curaçaose onafhankelijkheid van het Koninkrijk der Nederlanden en hij wilde corruptie op het eiland bestrijden. In oktober 2012 werd hij in het Antilliaans Dagblad omschreven als "iemand die zich geen blad voor de mond neemt". Ook was Wiels een overtuigd republikein, die de monarchie niet erkende. In 2013 stelde hij fraude met beltegoeden aan de kaak waar ook het staatstelecombedrijf UTS bij betrokken zou zijn. Hierom werd hij volgens minister van Justitie Nelson Navarro bedreigd en werd hij beveiligd.

## Moord
Op 5 mei 2013 werd hij op het strand van Marie Pampoen doodgeschoten. Wiels had op deze zondag zelf de beslissing genomen om zonder beveiliging op pad te gaan. Naar aanleiding van Wiels' overlijden betuigde koning Willem-Alexander zijn medeleven en nam de Nederlandse Eerste Kamer der Staten-Generaal een minuut stilte in acht. Bij het onderzoek naar de daders werden onder meer specialisten van het Nederlands Forensisch Instituut ingezet.
Op 14 mei waren duizenden belangstellenden aanwezig bij de uitvaart in Willemstad.

### Vondst moordwapen en veroordeling
Op aanwijzing van een van de moordverdachten dregden duikers op 14 juni 2014 het wapen waarmee Wiels is vermoord uit het Waaigat in Punda. Voor de moord zaten sinds 2013 vier mannen vast. Twee andere verdachten waren op dat moment al overleden. Hoofdverdachte Elvis K., alias 'Monster', legde in april 2014 een volledige bekentenis af. Het betrof volgens hem een huurmoord, waarvoor hij 23.000 euro heeft gekregen. Hij zei de oorspronkelijke opdrachtgever niet te kennen. K. werd op 29 augustus 2014 door het Gerecht van eerste aanleg van Curaçao veroordeeld tot een levenslange gevangenisstraf. In 2016 bleef de levenslange veroordeling in hoger beroep en in cassatie in stand, waarmee de uitspraak definitief werd.
Op 24 juli 2014 werd oud-minister George Jamaloodin gearresteerd in verband met de zaak-Maximus, die het onderzoek behelst naar de opdrachtgevers van de moord op Wiels. Na een week moest hij worden vrijgelaten wegens onvoldoende bewijs. Toen dat er in 2017 naar de mening van het Openbaar Ministerie wel was, had Jamaloodin de wijk genomen naar Venezuela. Na een zeer lange uitleveringsprocedure werd hij op 11 september 2018 aan Curaçao overgedragen. In augustus 2019 werd hij schuldig bevonden aan het opdracht geven tot de moord en tot een celstraf van 28 jaar veroordeeld. Op 18 november 2019 werd loterijbaas Robbie dos Santos, broer van Amparo dos Santos en halfbroer van George Jamaloodin, gearresteerd. Hij is sinds 2014 verdachte in de zaak-Maximum en wordt gezien als een van de geldschieters van de moord. Amparo dos Santos loofde op 20 november 2019 een beloning van 1 miljoen dollar uit voor de gouden tip waarmee de moord opgelost kan worden.

## Persoonlijk leven
Wiels was gescheiden en had twee kinderen.

## Eerbetoon
In 2014 werd de EEG-weg omgedoopt tot Helmin Wiels Boulevard. De weg loopt van de World Trade Center naar Julianadorp.

## Uitspraken moordzaak
- ECLI:NL:OGEAC:2014:5, Eerste aanleg, Gerecht in eerste aanleg van Curaçao, 9 september 2014
- ECLI:NL:OGHACMB:2015:3 Hoger Beroep (Gemeenschappelijk Hof van Justitie van Aruba, Curaçao, Sint Maarten en van Bonaire, Sint Eustatius en Saba), 20 februari 2015
- ECLI:NL:HR:2016:1361 Cassatie (Hoge Raad der Nederlanden), 5 juli 2016